# Hansenova skakalnica
Hansenova skakalnica je nekdanja smučarska skakalnica na Polju v Bohinju.

## Zgodovina
Po nekaterih podatkih so skakalnico začeli graditi leta 1927 in jo leta 1929 končali. Takrat je veljala za eno največjih skakalnic na svetu, saj je dovoljevala skoke tudi čez 40 metrov. Njen konstruktor je bil Thunolda Thorleifa Hanssena iz Norveške, ki je bil tudi eden prvih, ki jo je preizkusil.

## Skakalnica danes
Od originalne skakalnice je ostal samo del doskočišča. Smučarsko skakalni klub Bohinj pa je poleg ostankov stare skakalnice zgradil štiri manjše, ki imajo doskočišča prekrita s "plastiko".